# George Kawaguchi
George Kawaguchi (jap. ジョージ川口, Jōji Kawaguchi, eigentlich: Jōji Kawaguchi (川口 譲二, Kawaguchi Jōji), * 15. Juni 1927 in Fukakusa, Fushimi-ku, Kyōto; † 1. November 2003) war ein japanischer Jazzmusiker (Schlagzeug) und Bandleader.

## Leben und Wirken
Kawaguchi, der zunächst in Mandschukuo aufwuchs, wurde nach der Rückkehr nach Japan nach Kriegsende in der dortigen Jazzszene aktiv. Seit Ende der 1940er Jahre war er professioneller Musiker und wurde zwischen 1951 und 1956 vom Swing Journal regelmäßig zum besten Schlagzeuger des Landes gewählt und war damit Mitglied der All-Stars-Formationen des japanischen Jazzmagazins. Ab Ende dieses Jahrzehnts leitete er eigene Formationen, zunächst George Kawaguchi's The Big 4 (nach dem Vorbild von Charlie Venturas Big Four), der auch die Saxophonisten Hidehiko Matsumoto und Sadao Watanabe angehörten. Mitte der 50er-Jahre gehörten die Big Four zu den erfolgreichsten Jazzbands Japans; zu den populärsten Titeln der Band gehörte „Drum Boogie“. 1964 trat er in Tokyo mit Ella Fitzgerald auf. 1970 kam es zu einem Studiotermin mit dem Schlagzeuger Akira Ishikawa; 1981 entstand ein Album mit Art Blakey, im folgenden Jahr mit Lionel Hampton. 1987 nahm er ein Album mit Kompositionen von Herbie Hancock auf. 1990 stellte er eine All-Stars-Formation mit den amerikanischen Musikern Freddie Hubbard, Salena Jones, Sonny Fortune, Bill Pierce, Benny Green, Rufus Reid, Elvin Jones, George Duke, Ron Carter und Carl Allen zusammen; dabei entstand das Album Jazz Battle für Disc Union. In den 1990er- und 2000er-Jahren arbeitete er zudem mit Martha Miyake und Toshiko Akiyoshi. Im Bereich des Jazz war er zwischen 1951 und 2001 an 27 Aufnahmesessions beteiligt.

## Diskographische Hinweise
- Jazz at the Torys: The Big Four (King, 1957)
- The Original Big Four (King, 1959)
- George Kawaguchi and The Big 4 (Three Blind Mice, 1976)
- George Kawaguchi & The Super Band (Paddle Wheel, 1979)
- George Kawaguchi & Art Blakey: Killer Joe (Union Jazz, 1982), mit Charles Fambrough, Donald Browne, Branford Marsalis, Slide Hampton, Wallace Roney
- Lionel Hampton Swings With George Kawaguchi (Paddle Wheel, 1982), mit Arnett Cobb, Kenny Barron, Milt Hinton
- George Kawaguchi & The Super Band: Super Drums 2: A Tribute to Gene Krupa (Paddle Wheel, 1983)
- George Kawaguchi Plays Herbie Hancock (Paddle Wheel (N.Y. 1st Call Series), 1987), mit Donald Harrison, Takashi Mizuhashi, Cyrus Chestnut, Hideo Ichikawa, Terence Blanchard